# Rosiczkowce
Rosiczkowce (Droserales Griseb., Grundr. Syst. Bot.: 75. 1854) – rząd roślin należący do klasy Rosopsida Batsch, wyróżniany w niektórych dawnych systamatykach roślin okrytonasiennych (np.: Dahlgrena, Reveala, Takhtajana). Obejmuje tylko dwie rodziny, liczy około 150 gatunków.

## Charakterystyka
PokrójZielne rośliny mięsożerne.
ŁodygaCzasami zdrewniała.
LiściePrzeważnie zebrane w różyczkę, pokryte gruczołami trawiennymi oraz ruchomymi włoskami gruczołowymi. Pokryte lepką wydzieliną, do której przykleja się ofiara.
KwiatyObupłciowe, promieniste, przeważnie pięciokrotne. Okwiat zróżnicowany na kielich i koronę. Korona kwiatu wolnopłatkowa. Pręcikowie najczęściej w jednym okółku, czasem jednak okółków może być więcej. Słupek górny.
OwocTorebka.

## Systematyka
- Rodzina: Droseraceae Salisb., Parad. Lond. 2: ad t. 95. 1808 - rosiczkowate
- Rodzina: Drosophyllaceae Chrtek, Z. Slavíkova & M. Studnička, Preslia 61(2): 122. 1989 - rosolistnikowate